# COWCOW

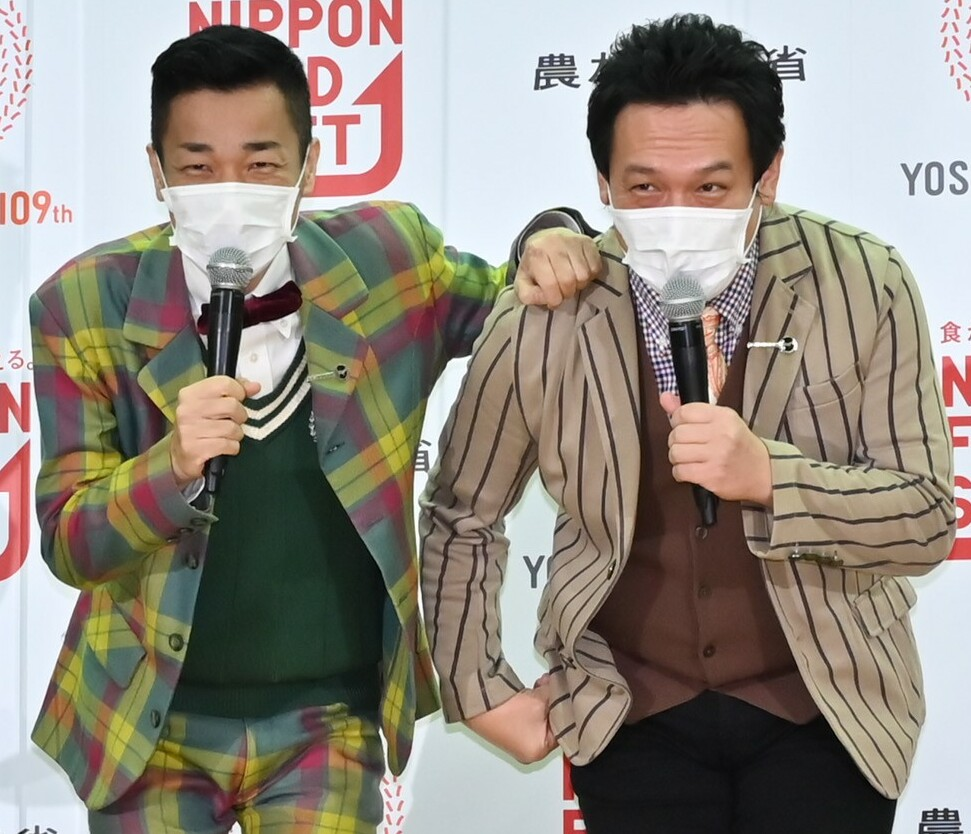
COWCOW

COWCOW는 일본의 코미디언 콤비이다. 요시모토 혼일도쿄 소속. 타다 겐지와 야마다 요시 두 명으로 구성되어 있다. 코미디빅리그에 요시모토 군단으로 나온 적이 있다.

## 당연한 체조
당연한 체조(일본어: あたりまえ体操)는 COWCOW를 대표하는 메인 콩트이다. 지금도 가끔 일본에서 밈으로 쓰이고 있다.